# U.S. Naval Forces Korea
La U.S. Naval Forces Korea (CNFK) è un comando della Marina degli Stati Uniti che agisce a supporto delle attività navali degli Stati Uniti nella Corea del Sud.
Venne fondata il 1º luglio 1957 a Seul in seguito alla riorganizzazione delle forze navali statunitensi dopo la Guerra di Corea.
Le furono affidati i seguenti compiti:
- Comando della componente navale del Comando delle Nazioni Unite in Corea
- Consulenza per le operazioni navali della Corea del Sud
- Comando della componente navale delle Forze armate statunitensi in Corea
- Membro operativo "On Call"[3] della Commissione delle Nazioni Unite per l'armistizio tra la Corea del Nord e la Corea del Sud (United Nations Military Armistice Commission)
- Controllo operativo sulla Marina della Corea del Sud

Dal febbraio 2015 la sede è stata trasferita a Pusan da Yongsan.